# Yoopa
Yoopa était une chaîne de télévision québécoise spécialisée de catégorie B s'adressant aux enfants de 2 à 6 ans. Elle était détenue par le Groupe TVA. Elle a été lancée le 1er avril 2010, en même temps qu'un magazine du même nom.
La porte-parole de la chaîne jeunesse fut l'actrice Mariloup Wolfe,.

## Histoire
Fin février 2010, le Groupe TVA obtient une licence auprès du CRTC pour le service TVA Junior. La chaîne est lancée un mois plus tard, le 1er avril 2010, sous son nom actuel.
En novembre 2010, le Groupe TVA obtient l'autorisation de diffuser de la programmation pertinente aux parents de jeunes enfants après 21 h.
En août 2023, Bell a retiré Yoopa de ses bouquets en représailles au retrait complet de Vrak et Z par Vidéotron.
En novembre 2023, Groupe TVA annonce la fermeture de la chaîne pour la remplacer par une version télévisuelle de Qub Radio dès janvier 2024.

## Programmation
Yoopa diffuse sa programmation destinée aux enfants de 2 à 6 ans tous les jours de 5 h 30 à 1 h. La programmation de la chaîne comporte au minimum 35 % de contenu canadien, tel qu'exigé par le Conseil de la radiodiffusion et des télécommunications canadiennes (CRTC). Sa programmation est produite et diffusée en haute définition. Au lancement, trois émissions originales québécoises — dont une dramatique quotidienne — sont à l'horaire, mais Yoopa inclut aussi des acquisitions canadiennes et internationales.
En mars 2019, la chaîne ajoute le créneau Yoo+ destiné aux 10 à 12 ans. Elle ajoute les séries La Magie en plus (Just Add Magic), Léna, rêve d'étoile, ainsi que la téléréalité Kids vs wild : Seuls face à la nature.

### Identité visuelle

2010–2013
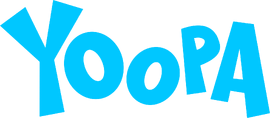
2013–2024

### Émissions originales
- Théo (2010-2016)
- T'es où Théo? (2010-2023)
- Les Étoiles du dodo (2011-2016)
- Les Étoiles de Fred (2013-2016)
- Miam!
- L'Académie secrète[8] (depuis le 13 juin 2014)
- Annie Brocoli autour du monde
- Drôle de manoir
- BAM[9] (depuis le 1er novembre 2017)

### Acquisitions et programmes
- Angelina Ballerina (Royaume-Uni)[10]
- Les animaux rigolos (France)
- Julius Jr  (États-Unis-Canada)
- Allô Hana (Royaume-Uni)
- Anpanman (Japon)
- Ava, Riko, Téo (France)
- La Fée Coquillette (France)
- Les Aventures d'Ernest et Bart (Italie)
- Boj (Royaume-Uni-Irlande)
- Bouiing (Canada)
- Chiro et ses amis (Corée)
- Devine quoi ? (France)
- Dora et ses amis (États-Unis)
- Dino Dan, Dino Dana (Canada)
- Fifi et ses floramis (Royaume-Uni-Irlande)
- Jeu de Bleue (États-Unis)
- Bienvenue à Lazy Town (États-Unis-Islande)
- Kung Fu Panda : L'Incroyable Légende (États-Unis-Chine)
- Mila (France)
- My Little Pony (États-Unis)
- Les Aventures de Chuck et ses amis (États-Unis)
- Singe mi Singe moi (Japon)
- Peppa Pig (Royaume-Uni)
- Piggly et ses amis (États-Unis)
- Plouf Olly Plouf ! (États-Unis-Irlande)
- Pororo : Le Petit Pingouin (Corée du sud)
- Roary, la voiture de course (Royaume-Uni)
- Rainbow Ruby (Chine)
- Tracteur Tom (Royaume-Uni)
- Wow! Wow! Wubbzy! (États-Unis)
- Rupert L'Ours (Angleterre)
- Georges le petit singe (Canada)
- Bubulle Guppies  (Canada)
- Voici Timmy (Grande-Bretagne)
- La Brigade volante (Italie)
- Waybuloo (en) (Canada)
- Cinq minutes de plus (Australie)
- Sergent moustache (Grande-Bretagne)
- La Jungle magique (Canada)
- Flapacha, où es-tu ?  (France)
- Fraisinette (États-Unis)
- Turbo Toutous (Royaume-Uni)
- Thomas et ses amis (Royaume-Uni)
- Octonautes (Royaume-Uni)
- La Boîte à musique (États-Unis)
- Ni Hao, Kai-Lan (États-Unis-Chine)

## Différend avec Vrak Junior
Avant le lancement de la chaîne, Astral Media, qui possède une licence d'exploitation pour sa chaîne Vrak Junior depuis 2006, a annoncé que Vidéotron, câblodistributeur appartenant à Québecor — la société mère du Groupe TVA — et couvrant près de 50 % du marché québécois, avait refusé de distribuer sa chaîne jeunesse pour éviter la compétition avec Yoopa. Astral attribue à cette décision le retard du lancement de sa chaîne de télévision jeunesse. De son côté, Vidéotron nie catégoriquement avoir reçu une offre pour Vrak Junior.
Enfin, Astral annonçait le lancement de la chaîne Playhouse Disney télé (Disney Junior, le 6 mai 2011) en français sur Vidéotron à partir du 1er mars 2011.